# Cheillophota dinawa
Cheillophota dinawa là một loài bướm đêm trong họ Noctuidae.